# Les Corsaires d'Alcibiade
Les corsaires d'Alcibiade est une série de bande dessinée de style Steampunk.
- Scénario : Denis-Pierre Filippi
- Dessins : Éric Liberge
- Couleurs : Delf, Éric Liberge

## Synopsis
Dans l'Angleterre du début du XIXe siècle cinq jeunes hommes et jeunes femmes brillants chacun dans leur domaine ont été recrutés par une organisation secrète qui dépend de la couronne. Cette organisation dont la technologie est très avancée doit s'autofinancer et récupère pour cela des trésors perdus dans le monde entier.

## Albums
1. Elites secrètes, 2004
2. Le rival, 2006
3. Le français, 2007
4. Le projet secret, 2009
5. Aléthèia, 2010

## Personnages
- Peter, cambrioleur.
- Lydia Clancy, aventurière
- Mike
- Curtis, étudiant au Downing Collège
- Maryline, fille de l'intendant du Downing Collège

### Éditeurs
- Dupuis, collection Empreinte(s)